# 山中村 (愛知県)
山中村（やまなかむら）は、かつて愛知県額田郡にあった村である。
現在の岡崎市の東部に該当する。

## 沿革
江戸時代末期、この地域は岡崎藩領、西尾藩領、寺社領、旗本領などであった。
- 1889年（明治22年）10月1日 - 羽栗村、池金村、舞木村、山綱村が合併し、山中村となる。
- 1955年（昭和30年）2月1日 - 岡崎市に編入される。

## 交通機関
- 名古屋鉄道名古屋本線
  - 名電山中駅

## 学校
- 山中村立山中小学校（現・岡崎市立山中小学校）
- 額田郡山中村外三カ村学校組合立東海中学校（現・岡崎市立東海中学校）
- 愛知県立岩津高等学校山中分校（1964年廃止）

## 神社・仏閣
- 無量寺
- 養薬寺
- 山中八幡宮
- 池金神社